# 동구 (2000년 대구 선거구)
동구는 대한민국의 옛 국회의원 선거구이다. 당시 대구광역시 동구 지역을 관할했다.

## 역사
제16대 국회의원 선거를 앞두고 동구 갑, 을 선거구가 통합되면서 신설되었다.
제17대 국회의원 선거를 앞두고 동구 선거구가 다시 갑, 을 선거구로 분리되면서 해체되었다.

## 역대 국회의원
| 선거   | 정당 | 정당     | 의원     |
| ------ | ---- | -------- | -------- |
| 2000년 |      | 한나라당 | 강신성일 |

## 역대 선거 결과

### 대한민국 제16대 국회의원 선거
|  | 67.18% |

|  | 7.89% |

|  | 7.81% |

|  | 7.71% |

|  | 4.01% |

|  | 3.78% |

|  | 1.59% |